# Grand Derby finlandais
Le Grand Derby finlandais (en finnois Suuri Suomalainen Derby), parfois appelé Derby des 4 ans, est une course hippique de trot attelé se déroulant fin août ou début septembre sur l'hippodrome de Vermo à Espoo, ville de la banlieue d'Helsinki, en Finlande.
C'est une course de Groupe I réservée aux chevaux de 4 ans. Elle est créée en 1970 sur l'hippodrome de Käpylä (fi). Elle a la particularité d'exiger une inscription trois ans avant.
Elle se court sur la distance de 2 620 mètres. En 2024, l'allocation est de 258 000 €, dont 120 000 € pour le vainqueur.

## Palmarès depuis 1998
| Année | Vainqueur         | Driver            |
| ----- | ----------------- | ----------------- |
| 2024  | Lightning Stride  | Santtu Raitala    |
| 2023  | Crepe Match       | Olli Koivunen     |
| 2022  | Dusktodawn Boogie | Kenneth Danielsen |
| 2021  | Magical Princess  | Pekka Korpi       |
| 2020  | Mascate Match     | Pekka Korpi       |
| 2019  | Graceful Swamp    | Ari Moilanen      |
| 2018  | Hachiko De Veluwe | Jorma Kontio      |
| 2017  | Benjamin Evo      | Veijo Heiskanen   |
| 2016  | Elian Web         | Janne Soronen     |
| 2015  | Fabrice Duo       | Pekka Korpi       |
| 2014  | Jonesy            | Tuomas Korvenoja  |
| 2013  | Quite An Avenger  | Markku Nieminen   |
| 2012  | Brad De Veluwe    | Tuomas Korvenoja  |
| 2011  | Seabiscuit        | Jorma Kontio      |
| 2010  | Express Type      | Harri Koivunen    |
| 2009  | Target Hoss       | Jorma Kontio      |
| 2008  | Ribaude           | Harri Koivunen    |
| 2007  | Photocopy         | Jorma Kontio      |
| 2006  | Quicksilver Kemp  | Juha Utala        |
| 2005  | Passionate Kemp   | Markku Nieminen   |
| 2004  | Funky Ride        | Tuomas Korvenoja  |
| 2003  | Cold Hard Wind    | Veijo Heiskanen   |
| 2002  | Don Giovanni      | Markku Nieminen   |
| 2001  | Lovely Kemp       | Markku Nieminen   |
| 2000  | Bwt Magic         | Ahti Antti-Roiko  |
| 1999  | Obelix Laukko     | Jorma Kontio      |
| 1998  | Incognito Kemp    | Markku Nieminen   |